# Bataille de Bar
Épisode des guerres byzantino-serbes
La bataille de Bar (en cyrillique serbe : Битка код Бара [Bitka kod Bara]) est une bataille ayant lieu en 1042 ou 1043, entre l’armée de Stefan Vojislav, souverain de la Dioclée, et les forces byzantines sous le commandement du gouverneur (doux) de Dyrrachium, Michel Anastasii, accompagné de seigneurs locaux.
Elle se déroule dans les cols de montagnes situés entre Bar et Crmnica sur la côte du Monténégro et se termine par la défaite complète des forces byzantines. Après le retrait de ces forces de la région, Vojislav affirme son indépendance face à Byzance et bientôt la Dioclée deviendra la principauté serbe la plus importante de la région.

## Contexte historique
Après la mort du prince serbe Časlav Klonimirović vers 960, la Rascie (correspondant plus ou moins à l’ensemble Serbie, Bosnie-Herzégovine et Monténégro d’aujourd’hui) s’était scindée en plusieurs principautés dont la Dioclée (forme serbe du mot Diocléia, près de l’actuelle Podgorica aussi appelée Zéta), la Zachlumie (aujourd’hui en Herzégovine, B.-H.) et la Trébinie (à la frontière entre la Bosnie-Herzégovine, la Croatie et le Monténégro). Pendant qu’il était occupé en Asie mineure, l’empereur byzantin Basile II (r. 960 - 1025) était entré en négociations avec différents župans ou comtes des Balkans dont Jovan Vladimir de Dioclée et Stjepan Držlav de Croatie. Il cherchait des alliés dans cette région pour poursuivre la lutte contre Samuel de Bulgarie (r. 997 - 1014).
Après la mort de Basile II en 1025, l’influence de l’Empire byzantin diminua dans les Balkans, donnant naissance à divers mouvements d’autonomie régionale. L’Empire byzantin tenta  tant bien que mal de maintenir son autorité dans la région grâce à ses représentants (strategoi) de Niš (sud de la Serbie actuelle), Skopje (Macédoine du Nord), Raguse (aujourd’hui Dubrovnik en Croatie) et Dyrrachium (aujourd’hui Durrës en Albanie).
Stefan Vojislav prit le pouvoir peu après 1018. Profitant de la mort de Romain III Argyre (r. 1028 - 1034), il monta une révolte qui fut vite réprimée; lui-même fut fait prisonnier et conduit à Constantinople en 1035/1036; son État fut mis en tutelle sous la responsabilité du strategos du thème de Serbie. Vers le fin de 1037 ou au début de 1038, il s’échappa de prison, réussit à regagner la Dioclée où il organisa une nouvelle rébellion attaquant principalement les seigneurs serbes de la région alliés aux Byzantins,.

## Les causes de la guerre
Il existe deux versions des circonstances qui menèrent à cette deuxième révolte de Stefan Vojislav contre Byzance. La première est celle d’un contemporain des évènements, Jean Skylitzès; la deuxième, celle d’un texte du XIVe siècle, intitulé Chronique du prêtre de Dioclée.
Selon Skylitzès, après qu’il se fut échappé de prison à Constantinople en 1039, Vojislav commença à étendre son contrôle sur les districts byzantins de la région, y compris le thème de Serbie dont dépendait la Dioclée et parvint à chasser le strategos (gouverneur), Theophilos Erotikos. La même année, un navire byzantin contenant un chargement de 7 200 nomismata d’or en provenance des provinces byzantines du sud de l’Italie s’échoua sur les côtes de la Dioclée. Vojislav s’empara du trésor et refusa de le renvoyer à son propriétaire, Michel IV le Paphlagonien (r. 1034 - 1041). Furieux, l’empereur byzantin, qui avait déjà reconquis Dyrrachium, envoya le général Georges Probatas récupérer son bien l’année suivante, mais peu familière avec les régions montagneuses de la région, cette armée fut complètement détruite,. Pendant les trois années suivantes l’attention de Constantinople fut détournée par la révolte de Pierre Deljan en Bulgarie. Ce n’est qu’en 1343 que le nouvel empereur, Constantin IX Monomaque (r. 1042 -1055), put ordonner au gouverneur de Dyrrachium de se lancer contre Vojislav avec une armée composée de ses propres régiments et de régiments en provenance de thèmes voisins.
La Chronique du prêtre de Dioclée propose une version différente mais qui ne vient pas en contradiction avec la première. Selon celle-ci, Vojislav (appelé Dobroslav) lança sa révolte contre Constantinople dont dépendait alors la Dioclée parce que les Byzantins avaient déshonoré les épouses de Diocléiens et avaient violé leurs filles. Rejetant alors l’autorité de Constantinople, Vojislav et ses troupes se mirent à piller les territoires avoisinants qui continuaient à reconnaitre cette autorité. L’empereur byzantin envoya alors un général du nom d’Armenopolos mettre un terme à ce pillage, mais celui-ci fut défait. L’empereur tenta alors d’acheter l’appui du župan de Rascie (i.e. Serbie), du ban de Bosnie et du  prince Ljutovid de Zachlumie pour qu’ils appuient le gouverneur de Dyrrachium, Cursilius, contre Vojislav,.
À ce point, les deux récits se rejoignent et en toute probabilité gouverneur byzantin et seigneurs avoisinants montèrent une impressionnante armée contre Vojislav,,,.

## La bataille

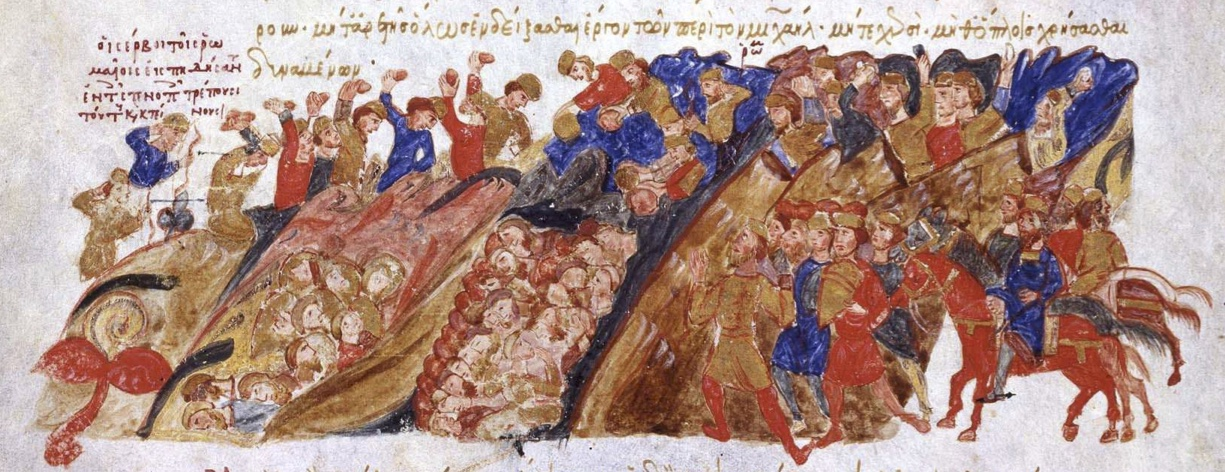
Les Serbes massacrant les Byzantins dans les cols de montagne (Skyllitzes Matritensis, Biblioteca Nacional de España).

C’est en effet une armée de quelque 60 000 hommes conduite par le  général Michel Anastasii qui se dirigea vers la Dioclée, établissant son quartier général près de Bar (aujourd’hui ville portuaire du Monténégro).
La veille de la bataille, Vojislav envoya un de ses espions dans le camp romain répandre la rumeur qu’une énorme armée se dirigeait vers eux. Vers la fin de la nuit suivante, Vojislav et ses cinq fils dont Gojislav et Radoslav descendirent lentement des montagnes vers la plaine faisant retentir cornes et trompettes pour donner l’impression que leur nombre était effectivement bien supérieur à la réalité. Les Byzantins pris au piège dans cette région montagneuse furent pris par surprise et, après un âpre combat, complètement vaincus. Tant le gouverneur de Dyrrachium, Cursilius, que le prince Ljutovid de Zachlumie devaient y perdre la vie, ce dernier au cours d’un combat singulier avec Gojislav, le fils de Vojislav,. De là, Vojislav s’empara de la Zachlumie qui avait perdu son prince ainsi que de « tous les territoires de Dyrrachium jusqu’au fleuve Vjosa ».

## Suites
Vojislav ne devait toutefois pas jouir longtemps de ses victoires : il s’éteignit en 1043. Sa veuve et ses cinq fils lui succédèrent. Après son décès, la Dioclée revint dans la zone d’influence de l’Empire byzantin grâce au mariage de son fils et successeur Michel (prince de Dioclée de 1046 à 1077, puis roi de 1077 à 1081) à une parente de Constantin IX (r. 1042-1055).